# 大洋洲民主联盟
大洋洲民主联盟（法語：Rassemblement démocratique océanien，缩写为RDO）是新喀里多尼亚的一个左翼政党。该党成立于1994年2月，由支持新喀里多尼亚脱离法国独立的当地瓦利斯和富图纳人建立。该党的主席是Aloïsio Sako，秘书长是Mikaele Teugasiale，主管是Seleone Tuulaki。该党是争取独立民族联盟的成员。